# Dr. Loew Soziale Dienstleistungen
Dr. Loew Soziale Dienstleistungen ist ein soziales Dienstleistungsunternehmen in Bayern, das im gesamten bayerischen Raum Menschen mit geistigen, psychischen und körperlichen Einschränkungen, Senioren und Jugendliche unterstützt. Derzeit werden in über 110 Häusern über 1.800 Personen betreut. Damit ist Dr. Loew einer der größten privaten Anbieter sozialer Dienstleistungen in Bayern. Im Gesamtfirmenverbund beschäftigt Dr. Loew Soziale Dienstleistungen momentan über 1.900 Mitarbeiter.
Gegründet wurde das Unternehmen 1968 von Fritz Loew sen. Firmensitz ist Wernberg-Köblitz in der Oberpfalz. Nach dem Gründer Fritz Loew sen. wird die Firma seit 1999 in dritter Generation von der Großnichte Sandra Loew geführt.
In dem ersten Haus in Neukirchen bei Sulzbach-Rosenberg wurden geistig behinderte Kinder, Jugendliche und Erwachsene aufgenommen. Da diese Mischung rechtlich nicht zulässig war, musste eine Teilung vorgenommen werden. Die behinderten Kinder sollten nach Niederbayern in das Haus "Aumühle" umziehen. Dort gab es solch massiven Widerstand der Bevölkerung, dass die Medien aufmerksam wurden und Dr. Loew im Raum Niederbayern geeignete Ersatzobjekte angeboten wurden. So entstand 1969 das zweite Haus, die „Schreinermühle“, in Kollnburg.
Die Differenzierung nach Behinderungsgraden zog weitere Expansionen nach sich. Als Nächstes wurden die Häuser in Unterachtel eröffnet, die mit schulpflichtigen Kindern und Jugendlichen belegt wurden. Daran angegliedert war eine heimeigene, staatlich anerkannte Sondervolksschule für Geistigbehinderten. Nachdem in den Folgejahren die Kinder und Jugendlichen die Schule verließen, war die Notwendigkeit vorhanden, für diesen Personenkreis geeignete tagesstrukturierende Maßnahmen zu finden. So rückte die beschäftigungs- und arbeitstherapeutische Betreuung in den Vordergrund. Die weitere Differenzierung der Einrichtung erfolgte dann im Erwachsenenbereich.
Vermehrte Aufnahmeanfragen aus dem Bereich der Psychischbehinderten/Psychischkranken führte dazu, dass seit Mitte 1993 innerhalb Dr. Loew auch eigene Einrichtungen für diesen Personenkreis vorgehalten werden.
Ein weiterer Schwerpunkt wurde zu Beginn der 1990er Jahre auf Enthospitalisierungsprojekte gelegt. Im Jahr 2007 hat sich das Unternehmen erneut der Arbeit mit Kindern und Jugendlichen zugewandt.
Die Umsetzung außergewöhnlicher Projekte begleiten die Entwicklung des familiengeführten Unternehmens. Aktuell wird das Musik-Café B14 mit rund 15 Arbeitsplätzen für leicht geistig behinderte Menschen betrieben. Das Bildungshaus "Learny" für Menschen mit Lernschwierigkeiten dürfte einmalig in Bayern sein.
Das Unternehmen stiftet jährlich den mit 4.000 Euro dotierten ConSozial Wissenschaftspreis, der auf Deutschlands größter Sozialmesse in Nürnberg vom Bayerischen Staatsministerium für Arbeit und Sozialordnung, Familie und Frauen verliehen wird.